# Diamesa teletzkensis
Diamesa teletzkensis är en tvåvingeart som först beskrevs av Lipina 1949.  Diamesa teletzkensis ingår i släktet Diamesa och familjen fjädermyggor.
Artens utbredningsområde är Kazakstan. Inga underarter finns listade i Catalogue of Life.